# Andover (Dacota do Sul)
Andover é uma cidade  localizada no estado norte-americano de Dakota do Sul, no Condado de Day.

## Demografia
Segundo o censo norte-americano de 2000, a sua população era de 99 habitantes. 
Em 2006, foi estimada uma população de 91, um decréscimo de 8 (-8.1%).

## Geografia
De acordo com o United States Census Bureau tem uma área de 
0,7 km², dos quais 0,7 km² cobertos por terra e 0,0 km² cobertos por água. Andover localiza-se a aproximadamente 451 m acima do nível do mar.

## Localidades na vizinhança
O diagrama seguinte representa as localidades num raio de 24 km ao redor de Andover. 